# المفوضية الفلسطينية العامة لدى أستراليا ونيوزيلندا والمحيط الهادي
سفارة دولة فلسطين لدى أستراليا هي الممثلية الدبلوماسية العُليا لدولة فلسطين لدى أستراليا. تقع السفارة في كانبرا.